# Malmö Sinfonieorchester

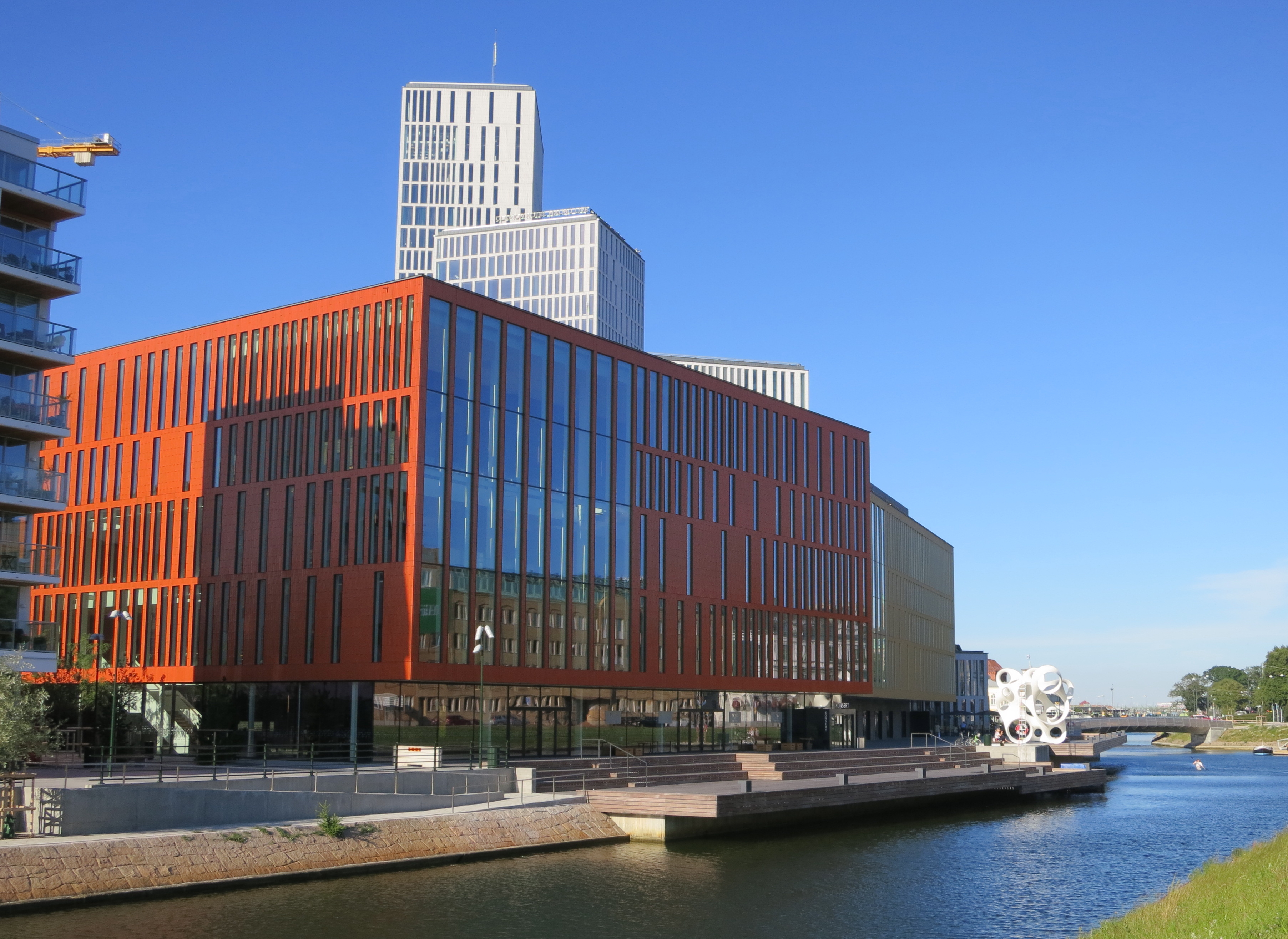
Malmö Live Konserthus

Das Malmö Sinfonieorchester, schwedisch Malmö Symfoniorkester (MSO), ist ein Sinfonieorchester in der südschwedischen Stadt Malmö. Das Malmö Live Konserthus ist heute die Heimstätte des Ensembles.
Das Orchester wurde 1925 gegründet und wirkte bis 1991 auch an Ballett- und Opernproduktionen am Musiktheater Malmö mit. Die Musiker bespielten seit 1985 ein eigenes Konzerthaus, Malmö konserthus. Im Sommer 2015 erhielt das etwa neunzigköpfige Konzertorchester eine neue Heimstätte am Malmö Live, das Malmö Live Konserthus.